# Verrières-en-Anjou
Verrières-en-Anjou es una comuna nueva francesa situada en el departamento de Maine y Loira, de la región de Países del Loira.

## Historia
Fue creada el 1 de enero de 2016, en aplicación de una resolución del prefecto de Maine y Loira de 1 de diciembre de 2015 con la unión de las comunas de Pellouailles-les-Vignes y Saint-Sylvain-d'Anjou, pasando a estar el ayuntamiento en la antigua comuna de Saint-Sylvain-d'Anjou.

## Demografía
| Gráfica de evolución demográfica de Verrières-en-Anjou entre 1800 y 2013 |
|                                                                          |

Los datos entre 1800 y 2013 son el resultado de sumar los parciales de las dos comunas que forman la nueva comuna de Verrières-en-Anjou, cuyos datos se han cogido de 1800 a 1999, para las comunas de Pellouailles-les-Vignes y Saint-Sylvain-d'Anjou de la página francesa EHESS/Cassini. Los demás datos se han cogido de la página del INSEE.

## Composición
| Comuna delegada         | Código INSEE | Población (2013) | Superficie (km²) | Densidad (hab./km²) |
| ----------------------- | ------------ | ---------------- | ---------------- | ------------------- |
| Pellouailles-les-Vignes | 49238        | 2500             | 3.57             | 700                 |
| Saint-Sylvain-d'Anjou   | 49323        | 4473             | 21.26            | 210                 |